# クロスサマナー
『Cross Summoner』(クロスサマナー）はポケラボによって開発・運営されていたアクションRPGのスマートフォン用ゲームアプリ。サービス期間は2014年9月9日 - 2016年4月11日。

## 概要
ポケラボ初のアクションRPG。略称は「クロサマ」。
魔導大陸エインガルドを舞台に、主人公とその仲間たちが『黒鉄の魔術師』と呼ばれる魔術師に纏わる事件に巻き込まれながら世界を旅する物語。
ドット絵にて描画されたキャラクターによる爽快なアニメーションと奥義演出を特徴とする。
事前登録にて『ファミコン世代集まれ！懐かしの裏ワザ入力キャンペーン』を実施しており、ファミコンやスーパーファミコンの裏技を入力すると、事前登録特典が増えるというキャンペーンを行っていた。
欧米版はアエリアから『Final Sky』、中国語圏版は『十字召唤师』としてリリースされた。
2022年8月には、ゲーム化権を得た香港のゲーム会社Damo Networkにてリメイク版の『Cross Summoner R』がリリースされた。

## 登場キャラクター
主人公
声 - 森田成一
本作の主人公。
アルウィン・アッシュフォード王子
声 - 緑川光
フォーセイン神聖王国の王子。
ララ・ハートレット
声 - 野中藍
主人公たちが偶然出会った、不思議な少女。
リアナ・アッシュフォード
アルウィン王子の妹。
黒鉄の魔術師
30年前に登場した魔術師。本作に登場する機神を最初に生み出した。
クライヴ・ラーゼニア
フォーセイン神聖王国魔術団の団長。主人公の師匠筋。
ルー
ネコの姿をした機神。